# Johann Carl Andreas von Arnold
Freiherr Johann Carl Andreas von Arnold (* 1735 in Meesendorf im Landkreis Neumarkt, Provinz Schlesien; † nach 1780) war ein deutscher Jurist und Landrat.

## Leben

### Familie
Johann Carl Andreas von Arnold war der Sohn des Breslauer Regierungsdirektors Johann Theodor von Arnold (* um 1705 im Herzogtum Liegnitz; † 13. Februar 1758 in Breslau), Erbherr auf Meesendorf, Polnisch-Baudis, Borne, alle im Landkreis Neumarkt und Grünthal, und dessen Ehefrau, eine geb. von Eicke aus dem Haus Wenig-Rackwitz; seine Brüder waren der spätere Land- und Justizrat George Benjamin von Arnold und der spätere Landrat Friedrich Ernst Constantin von Arnold.

### Werdegang
Zur schulischen Ausbildung von Johann Carl Andreas von Arnold liegen keine Erkenntnisse vor.
Am 16. Oktober 1752 immatrikulierte er sich an der Universität Frankfurt an der Oder zu einem Studium der Rechtswissenschaften.
Nach seiner Prüfung wurde er am 19. Februar 1754 als Auskultator bei der Breslauer Oberamtsregierung eingestellt, nahm aber während des Siebenjährigen Krieges seinen Abschied und wurde später Kreisdeputierter.
Mit Ordre vom 21. September 1766 wurde er, auf Vorschlag des Ministers Ernst Wilhelm von Schlabrendorf, als Nachfolger des verstorbenen Carl Andreas von Wehner (1738–1766) Landrat im Landkreis Groß-Strehlitz.
1772 wechselte er als Landrat zum Landkreis Leobschütz und wurde Nachfolger des abgelösten Johann von Eicke und Polwitz (1716–1789), der zu einer zweijährigen Festungshaftstrafe verurteilt worden war; ihm folgte Johann Bernhard von Brixen und Montzel (1707–1771) im Landkreis Groß-Strehlitz.
Auf eigenen Antrag wurde er am 26. Januar 1774 zum Justizrat ernannt und war nun als solcher außer dem Landkreis Leobschütz auch zuständig für den Landkreis Ratibor und den Landkreis Cosel.
Im Januar 1778 erfolgte, nach einer Denunziation einiger Landstände wegen mehrerer Amtsvergehen, eine Untersuchung. Die Untersuchung ergab, dass Johann Carl Andreas von Arnold zwar verschiedene Dienstvergehen begangen habe, er blieb allerdings aufgrund des ausgebrochenen Bayerischen Erbfolgekriegs auf seinem Posten; so verfügte König Friedrich II. am 17. März 1778 auch diesem wäre es nicht erlaubt, sich solche Dienstverstöße zuschulden kommen zu lassen, … wie Ihr (Minister Karl Georg von Hoym) indessen vermeinet, daß er bey Kriegs Zeiten sehr gut zu gebrauchen, so kann er wohl, wenn es Krieg wird, bey seinem Posten bleiben; wo es aber kein Krieg wird, so muß er weggeschaft, und ein anderer für ihn zum Land Rath bestellet werden.